# Torite (condado)

Estado de Equatória Oriental – Condado de Torit ao sudoeste do mapa

O Condado de Torite, ou Torit, é uma área administrativa do estado de Equatória Oriental, Sudão do Sul. Sua sede é na cidade de Torite, capital do estado. Faz fronteira com a Uganda e é limitado por outros condados do estado. Está a cerca de 150 quilômetros de Juba, capital do país. No censo de 2008, realizado no Sudão, estimava-se que a população do condado era de aproximadamente 99.740 pessoas.